# Àcid oncòbic
L'àcid oncòbic, de nom sistemàtic àcid (E)-15-ciclopent-2-en-1-ilpentadec-8-enoic, és un àcid carboxílic de cadena lineal amb quinze àtoms de carboni, un doble enllaç entre els carbonis 8 i 9 i té enllaçat al carboni 15 un grup 2-ciclopen-1-il, la qual fórmula molecular és {\displaystyle {\ce {C20H34O2}}}. En bioquímica és considerat un àcid gras rar que només es troba en algunes plantes de la família de les acariàcies.

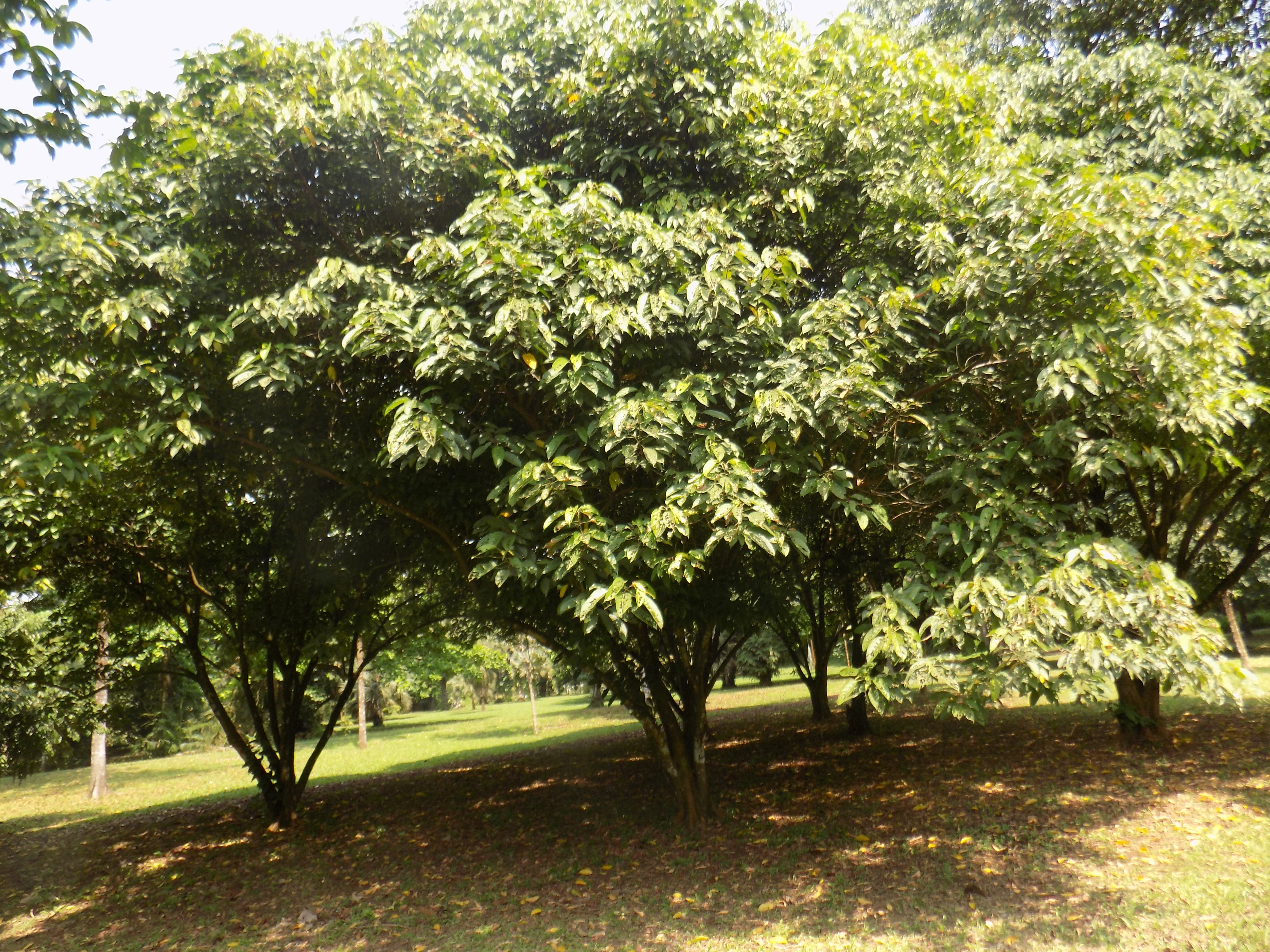
Caloncoba glauca

Fou aïllat per primera vegada el 1974 per Friedrich Spener i Helmut K. Mangold de les llavors de Caloncoba echinata, que en contenen un 0,4 %. L'anomenaren àcid oncòbic a partir del nom de la tribu de plantes Oncobeae, a la qual s'hi classificava en aquell any les plantes del gènere Caloncoba, i del sufix -ic característic dels àcids.